# Orthogonis ornatipennis
Orthogonis ornatipennis är en tvåvingeart som först beskrevs av Macquart 1850.  Orthogonis ornatipennis ingår i släktet Orthogonis och familjen rovflugor. Inga underarter finns listade i Catalogue of Life.